# Dixième circonscription de Seine-et-Marne
La dixième circonscription de Seine-et-Marne est la plus urbaine du département. Elle inclut notamment Chelles, ville la plus importante du département.

## Description géographique et démographique
La dixième circonscription de Seine-et-Marne a été créée par le redécoupage des circonscriptions législatives françaises de 2010 à partir d'une partie de l'ancienne septième circonscription (canton de Chelles et canton de Vaires-sur-Marne) et d'une partie de l'ancienne huitième circonscription (canton de Champs-sur-Marne et canton de Noisiel).
Elle regroupe les anciens cantons (avant le redécoupage cantonal de 2014) de :
- canton de Chelles avec Chelles-ouest,
- canton de Vaires-sur-Marne avec Chelles-nord/est, Vaires-sur-Marne et Brou-sur-Chantereine,
- canton de Champs-sur-Marne avec Champs-sur-Marne et Émerainville,
- canton de Noisiel avec Lognes et Noisiel.

Il est à noter que depuis le redécoupage cantonal de 2014, la circonscription ne correspond plus à un nombre entier de cantons.

## Historique des députations
| Législature | Début de mandat | Fin de mandat | Député          | Parti politique | Observations                                                                           |
| ----------- | --------------- | ------------- | --------------- | --------------- | -------------------------------------------------------------------------------------- |
| XIVe        | 20 juin 2012    | 20 juin 2017  | Émeric Bréhier, | PS,             |                                                                                        |
| XVe         | 21 juin 2017    | 21 juin 2022  | Stéphanie Do,   | LREM,           |                                                                                        |
| XVIe        | 22 juin 2022    | 9 juin 2024   | Maxime Laisney  | LFI             | Mandat écourté à la suite d'une dissolution parlementaire décidée par Emmanuel Macron. |
| XVIIe       | 8 juillet 2024  | En cours      | Maxime Laisney  | LFI             |                                                                                        |

## Historique des élections
Voici la liste des résultats des élections législatives dans la circonscription depuis le découpage électoral de 2010 :

### Élections de 2012
| Candidat       | Candidat            | Parti          | Premier tour | Premier tour | Second tour | Second tour |  |
| Candidat       | Candidat            | Parti          | Voix         | %            | Voix        | %           |  |
| -------------- | ------------------- | -------------- | ------------ | ------------ | ----------- | ----------- |  |
|                | Émeric Bréhier élu  | PS             | 16 844       | 42,24        | 23 116      | 60,70       |  |
|                | Claudine Thomas     | UMP            | 10 133       | 25,41        | 14 966      | 39,30       |  |
|                | Francine Hantzberg  | RBM (SIEL)     | 5 160        | 12,94        |             |             |  |
|                | Frank Mouly         | FG (PCF)       | 3 328        | 8,35         |             |             |  |
|                | Alain Leclerc       | EÉLV           | 1 172        | 2,94         |             |             |  |
|                | Mathilde Quillère   | MoDem          | 797          | 2,00         |             |             |  |
|                | Antonio de Carvalho | PRV            | 587          | 1,47         |             |             |  |
|                | Marie Soubie-Llado  | MRC            | 470          | 1,18         |             |             |  |
|                | Cuong Pham-Phu      | DLR            | 470          | 1,18         |             |             |  |
|                | Pierre Tebaldini    | NC             | 354          | 0,89         |             |             |  |
|                | Alain Lejeunes      | AÉI            | 344          | 0,86         |             |             |  |
|                | Gabrielle Frija     | LO             | 218          | 0,55         |             |             |  |
|                |                     |                |              |              |             |             |  |
| Inscrits       | Inscrits            | Inscrits       | 78 331       | 100,00       | 78 330      | 100,00      |  |
| Abstentions    | Abstentions         | Abstentions    | 37 951       | 48,45        | 39 204      | 50,05       |  |
| Votants        | Votants             | Votants        | 40 380       | 51,55        | 39 126      | 49,95       |  |
| Blancs et nuls | Blancs et nuls      | Blancs et nuls | 503          | 1,25         | 1 044       | 2,67        |  |
| Exprimés       | Exprimés            | Exprimés       | 39 877       | 98,75        | 38 082      | 97,33       |  |

### Élections de 2017
Les élections législatives françaises de 2017 ont eu lieu les dimanches 11 et 18 juin 2017.
|                                                                               |                                                           |                           |                           |                          |                          |
|                                                                               |                                                           | Premier tour 11 juin 2017 | Premier tour 11 juin 2017 | Second tour 18 juin 2017 | Second tour 18 juin 2017 |
|                                                                               |                                                           |                           |                           |                          |                          |
|                                                                               |                                                           | Nombre                    | % des inscrits            | Nombre                   | % des inscrits           |
| Inscrits                                                                      | Inscrits                                                  | 79 367                    | 100,00                    | 79 365                   | 100,00                   |
| Abstentions                                                                   | Abstentions                                               | 45 156                    | 56,90                     | 49 983                   | 62,98                    |
| Votants                                                                       | Votants                                                   | 34 211                    | 43,10                     | 29 382                   | 37,02                    |
|                                                                               |                                                           |                           | % des votants             |                          | % des votants            |
| Bulletins blancs                                                              | Bulletins blancs                                          | 440                       | 1,29                      | 1 706                    | 5,81                     |
| Bulletins nuls                                                                | Bulletins nuls                                            | 203                       | 0,59                      | 765                      | 2,60                     |
| Suffrages exprimés                                                            | Suffrages exprimés                                        | 33 568                    | 98,12                     | 26 911                   | 91,59                    |
|                                                                               |                                                           |                           |                           |                          |                          |
| Candidat Étiquette politique (partis et alliances)                            | Candidat Étiquette politique (partis et alliances)        | Voix                      | % des exprimés            | Voix                     | % des exprimés           |
|                                                                               |                                                           |                           |                           |                          |                          |
|                                                                               | Stéphanie Do La République en marche                      | 12 796                    | 38,12                     | 15 154                   | 56,31                    |
|                                                                               | Maxime Laisney La France insoumise                        | 5 043                     | 15,02                     | 11 757                   | 43,69                    |
|                                                                               | Céline Netthavongs Union des démocrates et indépendants   | 4 288                     | 12,77                     |                          |                          |
|                                                                               | Véronique Fornilli-Rata Front national                    | 3 729                     | 11,11                     |                          |                          |
|                                                                               | Juliette Méadel Parti socialiste                          | 2 791                     | 8,31                      |                          |                          |
|                                                                               | Frank Mouly Parti communiste français                     | 1 598                     | 4,76                      |                          |                          |
|                                                                               | Pascal Vesvre Europe Écologie Les Verts                   | 1 422                     | 4,24                      |                          |                          |
|                                                                               | Olivier de Sousa Les Républicains                         | 830                       | 2,47                      |                          |                          |
|                                                                               | Raphaël Gilard Debout la France                           | 525                       | 1,56                      |                          |                          |
|                                                                               | Aurélie Doerflinger Divers (Union populaire républicaine) | 305                       | 0,91                      |                          |                          |
|                                                                               | Gabrielle Frija Lutte ouvrière                            | 241                       | 0,72                      |                          |                          |
| Source : Ministère de l'Intérieur - Dixième circonscription de Seine-et-Marne |                                                           |                           |                           |                          |                          |

### Élections de 2022
| Résultats des élections législatives des 12 et 19 juin 2022 de la 10e circonscription de Seine-et-Marne |                          |                          |                          |              |              |             |             |
| Candidats                                                                                               | Candidats                | Parti et coalition       | Nuance                   | Premier tour | Premier tour | Second tour | Second tour |
| Candidats                                                                                               | Candidats                | Parti et coalition       | Nuance                   | Voix         | %            | Voix        | %           |
| | Maxime Laisney           | LFI (NUPES)              | NUP                      | 12 544       | 37,15        | 17 724      | 54,36       |
| | Stéphanie Do             | LREM (ENS)               | ENS                      | 8 612        | 25,51        | 14 880      | 45,64       |
| | Cathy Francisco          | RN                       | RN                       | 4 412        | 13,07        |             |             |
| | Ingrid Caillis-Brandl    | LR (UDC)                 | LR                       | 3 882        | 11,50        |             |             |
| | Philippe Dervaux         | REC                      | REC                      | 1 204        | 3,57         |             |             |
| | Vincent Ruggeri          | LMPA                     | ECO                      | 957          | 2,83         |             |             |
| | Alain Bouis              | LP (UPF)                 | DSV                      | 503          | 1,49         |             |             |
| | Olivier de Sousa         | SE                       | DIV                      | 485          | 1,44         |             |             |
| | Olivier Hennebelle       | PA                       | ECO                      | 399          | 1,18         |             |             |
| | Mohammed Ksourou         | UDMF                     | DIV                      | 385          | 1,14         |             |             |
| | Sylvain Cayard           | LO                       | DXG                      | 379          | 1,12         |             |             |
| Suffrages exprimés                                                                                      | Suffrages exprimés       | Suffrages exprimés       | Suffrages exprimés       | 33 762       | 98,15        | 32 604      | 94,45       |
| Votes blancs                                                                                            | Votes blancs             | Votes blancs             | Votes blancs             | 464          | 1,35         | 1 334       | 3,86        |
| Votes nuls                                                                                              | Votes nuls               | Votes nuls               | Votes nuls               | 174          | 0,51         | 583         | 1,69        |
| Total                                                                                                   | Total                    | Total                    | Total                    | 34 400       | 100          | 34 521      | 100         |
| Abstention                                                                                              | Abstention               | Abstention               | Abstention               | 47 095       | 57,79        | 46 996      | 57,65       |
| Inscrits / participation                                                                                | Inscrits / participation | Inscrits / participation | Inscrits / participation | 81 495       | 42,21        | 81 517      | 42,35       |

### Élections de 2024
| Candidats                | Candidats                       | Parti et coalition       | Nuance                   | Premier tour | Premier tour | Second tour | Second tour |
| Candidats                | Candidats                       | Parti et coalition       | Nuance                   | Voix         | %            | Voix        | %           |
| ------------------------ | ------------------------------- | ------------------------ | ------------------------ | ------------ | ------------ | ----------- | ----------- |
|                          | Maxime Laisney (député sortant) | LFI (NFP)                | UG                       | 22 558       | 43,94        | 32 280      | 69,06       |
|                          | Pryscillia Brach                | RN                       | RN                       | 11 625       | 22,64        | 14 462      | 30,94       |
|                          | Stéphanie Do                    | RE diss.                 | ENS                      | 7 445        | 8,97         |             |             |
|                          | Michel Colas                    | LR                       | LR                       | 5 722        | 6,89         |             |             |
|                          | Joël Sangaré                    | UDI (ENS)                | UDI                      | 2 707        | 5,27         |             |             |
|                          | Sylvain Cayard                  | LO                       | EXG                      | 688          | 1,34         |             |             |
|                          | Philippe Dervaux                | REC                      | REC                      | 596          | 1,16         |             |             |
|                          |                                 |                          |                          |              |              |             |             |
| Suffrages exprimés       | Suffrages exprimés              | Suffrages exprimés       | Suffrages exprimés       | 51 341       | 97,88        | 46 742      | 90,86       |
| Votes blancs             | Votes blancs                    | Votes blancs             | Votes blancs             | 787          | 1,50         | 3 749       | 7,29        |
| Votes nuls               | Votes nuls                      | Votes nuls               | Votes nuls               | 327          | 0,62         | 952         | 1,85        |
| Total                    | Total                           | Total                    | Total                    | 52 455       | 100          | 51 443      | 100         |
| Abstention               | Abstention                      | Abstention               | Abstention               | 30 537       | 36,80        | 31 572      | 38,03       |
| Inscrits / participation | Inscrits / participation        | Inscrits / participation | Inscrits / participation | 82 992       | 63,20        | 83 015      | 61,97       |